# (11284) Belenus
(11284) Belenus  es un asteroide perteneciente al cinturón de asteroides, descubierto el 21 de enero de 1990 por Alain Maury desde el Observatorio de Caussols, en Francia.

## Designación y nombre
Belenus se designó inicialmente como 1990 BA.
Más adelante fue nombrado en honor a la diosa gala de la luz, Belenus.

## Características orbitales
Belenus orbita a una distancia media del Sol de 1,7402 ua, pudiendo acercarse hasta 1,1533 ua y alejarse hasta 2,3270 ua. Tiene una excentricidad de 0,3372 y una inclinación orbital de 1,9923° grados. Emplea en completar una órbita alrededor del Sol 838 días.

## Características físicas
Su magnitud absoluta es 18,2. El valor de su periodo de rotación es de 5,43 h.